# Hoco becgròs
L'hoco becgròs (Mitu tuberosum) és una espècie d'ocell de la família dels cràcids (Cracidae) que habita la selva humida del sud-est de Colòmbia, Brasil amazònic, est del Perú i nord de Bolívia.